# باشگاه فوتبال پلیس (ترینیداد و توباگو)
باشگاه فوتبال پلیس یک تیم فوتبال از ترینیداد و توباگو است که در سال ۱۹۷۵ تأسیس شد. این تیم در سنت جیمز مستقر است و در حال حاضر عضو لیگ برتر فوتبال تی‌تی است.
این باشگاه فینالیست جام قهرمانان کونکاکاف ۱۹۹۱ بود، اما در مجموع ۴–۲ به باشگاه پوئبلا مکزیک شکست خورد.